# Los del Fuego
Los del Fuego fue un grupo musical argentino de cumbia, del subgénero cumbia santafesina, fundado en el año 1984  

## Historia
El grupo fue fundado el 4 de mayo de 1984 por Juan Carlos Mascheroni, quien anteriormente había grabado dos discos con Los del Bohío de Juan Carlos Denis (en 1982 "Levántate y Anda", y en 1983 "Olvidar es Perdonar"). Más conocido como “Banana”, Mascheroni grabó junto a Los del Fuego su primer disco en 1984 "Hay que luchar para seguir". Los fundadores del grupo fueron Juan Carlos Mascheroni (voz), Julio "Momocho" Peralta (guitarra), Julio "Muerto" Peralta (bajo) y Sergio Ricardo "El Pato" Torres (timbal).
En 1985, Momocho y "El Pato" decidieron dejar la banda. Más adelante, Momocho grabaría junto a Los Lamas, mientras que "El Pato" Torres integró Los Lares y luego en 1986 grabó junto a Los Nobles. En reemplazo de estos dos ingresan los hermanos Sergio Morro en guitarra y Néstor Morro en timbalera. Esta formación continuaría vigente hasta el año 1987 donde quedaría como último disco con esa formación "Bebe mi cántaro". Tras ese disco, los hermanos Morro se apartaron de la banda y volvieron a formar parte los fundadores.
En 1989, Momocho dejó nuevamente la banda para integrar Los del Maranaho e ingresó nuevamente Sergio Alberto Morro, con quien grabaron Una sobredosis de amor. A finales de ese mismo año, Morro y Pato Torres decidieron dejar nuevamente la banda. Para 1990, Los del Fuego se habían quedado sin guitarra y timbalera, razón por la cual Banana recurrió a Edgardo "Pulpo" Suárez, proveniente de Los Dobles, y a Claudio "Cheto" Gómez, proveniente de Los Libres. Con esta formación Los del Fuego grabaron en el año 1991 su disco número ocho, "Ardiendo". Hacia 1992, El Cheto y Muerto Peralta decidieron tomarse un tiempo fuera de la banda. Ingresaron como reemplazo Carlos Núñez en guitarra y Adolfo "Chanchina" Pérez en bajo, ambos músicos provenientes de Yuli y los Girasoles. 
En 1993 la banda sufrió una gran recaída que los llevó a la separación. Cada músico tomó su rumbo en diversas bandas mientras que Banana se ganó la vida como remisero local en la ciudad. En 1994, Banana decidió formar nuevamente la banda convocando a los hermanos Morro y a Muerto Peralta y grabaron un disco en homenaje a sus 10 años de trayectoria con el CD "10 años... Una pasión inexplicable". La banda cuenta con más de 25 discos en su haber, incluyendo el último en formato CD "A 30 años... Sólo he nacido para amarte", editado en 2015. 
En la noche del viernes 17 de mayo de 2019, mientras la banda brindaba un show privado en Avellaneda, su líder y cantante, Juan Carlos "Banana" Mascheroni sufrió un paro cardíaco. A pesar del esfuerzo de los médicos del Hospital Fiorito por reanimarlo, el músico murió en la madrugada del sábado. Tenía 58 años. A los pocos meses, se editó un CD en formato digital con los últimos temas grabados por Mascheroni, llamado "Por Siempre".
Luego, la banda incorporó a un nuevo cantante, Cristian Ramírez, y retoman la actividad. A fines del 2019 publican nuevos temas como adelanto de su futuro disco. Y en los primeros meses del 2020 lo editan bajo el nombre de "Vamos a seguir...", que incluye el tema "Creo en mí". 

## Características
Es uno de los grupos más importantes de este género musical, llegando a participar en Pasión de Sábado con recitales en vivo y un Luna Park en el año 2012. 
Una de las principales características de este grupo es el notable número de covers de otros artistas, y de otros estilos muy distintos, entre los que se destacan: "Persiana americana", "Juego de seducción" y "Cuando pase el temblor" del grupo Soda Stereo; "Sobreviviendo" y "Ojos de cielo" de Víctor Heredia; "Sabes" de Reik; "Pupilas lejanas" de Los Pericos; y "Labios compartidos" de Maná. También hicieron varias versiones de canciones internacionales traducidas al castellano, como: "Un día sin ti" (Spending My Time) del grupo sueco Roxette; "¿Qué es el Amor?" (What Is Love?) del cantante alemán Haddaway; "Si quieres mi amor" (Could You Be Loved) de Bob Marley; "Get Lucky" de Daft Punk, entre muchos otros. También realizó un sentido homenaje con Karina a Leo Mattioli (por su fallecimiento) el 13 de agosto de 2011 cantando a dúo el tema "Llorarás más de 10 veces".

## Discografía

### Discos oficiales
| Año  | Disco                                | Sello discográfico |
| ---- | ------------------------------------ | ------------------ |
| 1984 | Hay que luchar para seguir           | JLL                |
| 1985 | Sobreviviendo                        | JLL                |
| 1986 | Razón de vivir                       | JLL                |
| 1986 | Ahora Coraje                         | JLL                |
| 1987 | Bebe mi cantaro                      | Microfon S.A.      |
| 1988 | Que no se rompa la noche             | American Recording |
| 1989 | Una sobredosis de amor               | Musica & Marketing |
| 1991 | Ardiendo                             | Musigrand          |
| 1992 | Un errante enamorado                 | Musigrand          |
| 1994 | A 10 Años de una pasión inexplicable | JLL                |
| 1995 | Lágrimas del corazón                 | Barca              |
| 1997 | Sintiéndonos                         | Universal          |
| 1999 | Sobreviviendo                        | Universal          |
| 2001 | Ojos de cielo                        | SFR                |
| 2002 | Soy como soy... y te quiero          | La Bota Record     |

| Año  | Disco                                                              | Sello discográfico |
| ---- | ------------------------------------------------------------------ | ------------------ |
| 2004 | 20 Años no es nada, todavía estoy vivo                             | Rake Record        |
| 2005 | Eh!... Fantasma                                                    | Rake Record        |
| 2006 | Una muchacha y una guitarra                                        | Rake Record        |
| 2007 | En vivo... Rimbo                                                   | Rake Record        |
| 2008 | 100% Pico y pala                                                   | Rake Record        |
| 2009 | 25 Años                                                            | Rake Record        |
| 2010 | Tributo a Juan Carlos Denis                                        | Rake Record        |
| 2011 | Somos los mejores...                                               | Rake Record        |
| 2012 | Le doy gracias a la vida (y a todos)                               | Magenta            |
| 2013 | En vivo                                                            | Magenta            |
| 2014 | A 30 años de una pasión inexplicable... Sólo he nacido para amarte | Magenta            |
| 2019 | Por siempre                                                        | Magenta            |
| 2019 | Vamos a continuar...                                               |                    |

### Otros discos
- Dueños del sol... (American Recording, 1988)
- 2 En 1 Sintiendonos / Sobreviviendo (Leader, 2006)
- Lo mejor de lo mejor (Colo Music, 2007)
- Mujer y amiga <reedición de "Lágrimas del corazón"> (Colo Music, 2008)
- La historia vol. 1 (Cabubi, 2010)
- Lo mejor de lo mejor (LEF, 2011)
- La historia vol. 2 (Cabubi, 2012)
- Los más grandes éxitos (Leader, 2013)
- 2017 (Magenta, 2017)
- En vivo en Cumbia Konex (Magenta, 2019)

### Sencillos y EP
- Madrugada / Ojalá pudiera borrarte (2018)
- Ya no te amo, con La Sonora Master (2018)
- Aliento de selección (2018)
- En vivo 2019 (2019)
- Eres mi amor (2019)
- Dulce niña mía (2019)
- Maravillosa esta noche (2019)
- No voy a mentirte (2019)
- Traicionero (2019)
- Amor de verdad (2019)
- Mientes (2019)
- Otra como tú (2019)
- Por siempre (2019)
- Yo te iré a buscar (2019)
- Creo en mi (2019)
- Qué ves (2020)

- Datos: Q5491620